# Arno Esch (Amerikanist)
Arno Esch (* 15. Oktober 1911 in Ohligs; † 5. September 1995 in Bonn) war ein deutscher Amerikanist.

## Leben
Er studierte seit 1931 Neuere Sprachen und evangelische Theologie in Bonn, London und Berlin. 1937 wurde er promoviert. Seit 1947 lehrte er als Lektor Anglistik in Bonn, wo er sich 1951 habilitierte. Seit 1954 war er Professor in Erlangen und von 1958 bis 1979 in Bonn. 1967 wurde er Mitglied der Rheinisch-Westfälischen Akademie der Wissenschaften.

## Publikationen (Auswahl)
- mit Walter F. Schirmer: Kurze Geschichte der englischen und amerikanischen Literatur. München 1977, ISBN 3-423-04291-5.
- Zur Situation der zeitgenössischen englischen Lyrik. Opladen 1980, ISBN 3-531-07241-2.